# 大木利男
大木 利男（おおき としお、1938年2月11日 - ）は、静岡県富士市出身の元プロ野球選手（外野手）。

## 来歴・人物
静岡商時代は、1955年春の甲子園に左翼手で出場（初出場の明星高（大阪府）に初戦敗退）。チームメイトには松浦三千男（のち阪神でチームメイトになる）がいる。
1956年に大阪タイガースに入団。二軍のウエスタン・リーグでは恵まれた体格を生かして長距離砲として活躍したが、一軍では遂に一度も出場できなかった。1958年限りで退団。
翌1959年より社会人野球の東芝富士でプレーしていた。
現在は、熱海市で花屋を営んでいる。

## 詳細情報

### 年度別打撃成績
- 一軍公式戦出場なし

### 背番号
- 44 （1956年 - 1958年）